# Rudiyana
Rudiyana (sinh ngày 4 tháng 5 năm 1992) là một cầu thủ bóng đá người Indonesia hiện tại thi đấu cho Persis Solo ở Liga Indonesia Premier Division.

## Sự nghiệp
Anh được đẩy từ U-21 Persib Bandung lên Persib Bandung ngày 14 tháng 2 năm 2014.

## Thống kê câu lạc bộ
Tính đến 3 tháng 1 năm 2015.
| Câu lạc bộ          | Mùa giải            | Giải vô địch           | Giải vô địch | Giải vô địch | Piala Indonesia | Piala Indonesia | Châu Á  | Châu Á    | Khác    | Khác      | Tổng    | Tổng      |
| Câu lạc bộ          | Mùa giải            | Hạng đấu               | Số trận      | Bàn thắng    | Số trận         | Bàn thắng       | Số trận | Bàn thắng | Số trận | Bàn thắng | Số trận | Bàn thắng |
| ------------------- | ------------------- | ---------------------- | ------------ | ------------ | --------------- | --------------- | ------- | --------- | ------- | --------- | ------- | --------- |
| Persib Bandung      | 2014                | Indonesia Super League | 3            | 0            | -               | -               | -       | -         | 0       | 0         | 3       | 0         |
| Persib Bandung      | 2015                | Indonesia Super League | 0            | 0            | 0               | 0               | 0       | 0         | 0       | 0         | 0       | 0         |
| Tổng cộng sự nghiệp | Tổng cộng sự nghiệp | Tổng cộng sự nghiệp    | 3            | 0            | 0               | 0               | 0       | 0         | 0       | 0         | 3       | 0         |

## Danh hiệu
Persib Bandung
Vô địch
- Indonesia Super League: 2014